# Universal (album)
Universal je osmi studijski album norveškog metal sastava Borknagar. Album je 22. veljače 2010. godine objavila diskografska kuća Indie Recordings. 
Album označava povratak gitarista Jensa F. Rylanda (koji je prethodno napustio sastav 2003. godine, netom prije početka snimanja albuma Epic). ICS Vortex, bivši pjevač grupe, gostujući je pjevač na pjesmi "My Domain"; ubrzo nakon objave albuma Vortex se i službeno ponovno priključio sastavu. Universal je izvorno trebao biti objavljen u jesen 2009. godine, ali je diskografska kuća Indie Recordings odlučila odgoditi objavu za nekoliko mjeseci. Album je konačno bio objavljen 22. veljače 2010. u četiri oblika - kao uobičajeni CD, kao ograničena digipak inačica koja uključuje bonus CD, kao CD box set s dodacima te kao LP verzija s dvije gramofonske ploče.

## Pozadina
U pogledu albuma, Øystein G. Brun, osnivač i glavni skladatelj sastava, izjavio je:
U pogledu naziva albuma Brun je prethodno izjavio: "Universal je naziv koji sjaji te odražava srž albuma. Universal je naziv dovoljno širok i velik da bi mogao obuhvatiti divovski karakter ovog albuma, i glazbeno i tekstualno."

U vezi albuma Lars A. "Lazare" Nedland, klavijaturist sastava, komentirao je: 

## Popis pjesama
Glazba: Øystein G. Brun, osim pjesme "Fleshflower" koju je skladao Lazare.
| 1.    | »Havoc«                        | Brun       | 6:42 |
| 2.    | »Reason«                       | Lazare     | 6:55 |
| 3.    | »The Stir of Seasons«          | Brun       | 4:01 |
| 4.    | »For a Thousand Years to Come« | Brun       | 6:46 |
| 5.    | »Abrasion Tide«                | Vintersorg | 7:14 |
| 6.    | »Fleshflower«                  | Lazare     | 3:28 |
| 7.    | »Worldwide«                    | Brun       | 6:59 |
| 8.    | »My Domain«                    | Brun       | 4:49 |
| 46:54 |                                |            |      |

## Zasluge
| Borknagar - Vintersorg – vokali, inženjer zvuka - Øystein G. Brun – gitara, produkcija, inženjer zvuka - Jens F. Ryland – gitara - Erik Tiwaz – bas-gitara, inženjer zvuka - Lazare – bubnjevi (na pjesmi 6), vokali (na pjesmi 6), prateći vokali, klavijature, Hammond orgulje, klavir, inženjer zvuka - David Kinkade – bubnjevi, perkusija Dodatni glazbenici - ICS Vortex – vokali (na pjesmi "My Domain") | Ostalo osoblje - Børge Finstad – miksanje, inženjer zvuka - Peter In de Betou – mastering - Christophe Szpajdel – logotip - Mantus (Marcelo Henrique Vasco) – naslovnica - Alexander Benjaminsen – fotografija - Lars Jensen – inženjer zvuka |

## Vanjske poveznice
- Borknagar - Universal  Arhivirana inačica izvorne stranice od 27. rujna 2011. (Wayback Machine) (Službena podstranica sastava koja opisuje osmi album)
- "Universal" na discogs.com